# Suki to suki to de sankaku ren'ai
Suki to suki to de sankaku ren'ai (スキとスキとでサンカク恋愛?) è una visual novel prodotta dallo studio giapponese ASa Project, pubblicata nel 2016 per PC come eroge per adulti e successivamente ripubblicata per PlayStation 4 e PlayStation Vita in un rifacimento accessibile ai minori dai 15 anni in su.

## Doppiaggio
- Ryōko Ono – Shiina Kisu
- Ai Shimizu – Nanaru Komorie
- Natsuki Nogami – Suzu Komorie
- Ayuru Ōhashi – Maho Narutaki
- Tae Okajima – Cara Olivia